# Amallothrix vorax
Amallothrix vorax är en kräftdjursart som först beskrevs av Esterly.  Amallothrix vorax ingår i släktet Amallothrix och familjen Scolecitrichidae. Inga underarter finns listade i Catalogue of Life.